# Eudrymopsis
Eudrymopsis is een geslacht van vlinders van de familie sikkelmotten (Oecophoridae), uit de onderfamilie Oecophorinae.

## Soorten
- E. fugax (Meyrick, 1910)
- E. orites Turner, 1941
- E. xyloscopa Lower, 1903